# Stig Kanger
Stig Kanger, född den 10 juli 1924 i Kina, död den 13 mars 1988, var filosof och professor.

## Biografi
Kanger var son till ett missionärspar och föddes i Kina. Han disputerade för sin fil. dr.-examen vid Stockholms universitet 1957 på en avhandling i bevisteori (en disciplin inom vilken man undersöker den formella karaktären hos bevis inom formell logik och matematik)  . Han var därefter docent i teoretisk filosofi vid universitet åren 1957 – 63.
Kanger blev 1963 tillförordnad professor i filosofi vid Åbo Akademi och arbetade där fram till 1968. Han efterträdde då Konrad Marc-Wogau som professor i teoretisk filosofi vid Uppsala universitet, en befattning han innehade i två decennier fram till sin död. Han var också gästprofessor vid University of California under tiden 1968 – 69.
Kanger är bl. a. känd för att ha utarbetat en semantisk teori för modallogiken.
År 1972 tilldelades Kanger riddartecknet av Nordstjärneorden.